# White Ladder
Az 1998-as White Ladder David Gray negyedik nagylemeze. Világszerte hétmillió példányban kelt el, így többszörös platinalemez.

## Háttér
A saját finanszírozású albumot Gray londoni lakásán rögzítették. Hogy reklámozza az albumot, Gray egy turnét tartott az Egyesült Államokban a Dave Matthews Band-del, amelynek énekese, Dave Matthews 2000-ben újra kiadta a White Ladder-t ATO Records nevű kiadójának első lemezeként. Az album sikerét követően Gray az Egyesült Államokban és az Egyesült Királyságban koncertezett 2000-ben és 2001-ben.
Az eredeti 1998-as kiadáson egy rejtett dal, az I Can't Get Through to Myself hallható. Az amerikai CD-változat nem tartalmazza a dalt, helyette a Babylon II bónuszdal kapott helyet a kiadáson. A CD-n emellett hallható egy nagyobb szakasz a Babylon koncertfelvételével, rövid biográfiával és webcímekkel. A japán kiadáson az Over My Head bónuszdal szerepel, amely az 1999-es Babylon kislemez B-oldalán is hallható.

## Az album dalai
|     | Cím                    | Szerző(k)               | Hossz |
| --- | ---------------------- | ----------------------- | ----- |
| 1.  | Please Forgive Me      | David Gray              | 5:35  |
| 2.  | Babylon                | Gray                    | 4:25  |
| 3.  | My Oh My               | Gray, McClune           | 4:37  |
| 4.  | We're Not Right        | Gray, McClune, Polson   | 3:03  |
| 5.  | Nightblindness         | Gray                    | 4:23  |
| 6.  | Silver Lining          | Gray                    | 6:00  |
| 7.  | White Ladder           | Gray, McClune, Polson   | 4:14  |
| 8.  | This Year's Love       | Gray                    | 4:05  |
| 9.  | Sail Away              | Gray                    | 5:15  |
| 10. | Say Hello Wave Goodbye | Marc Almond, David Ball | 9:03  |

| 1. | (I Can't Get) Through to Myself | Gray | 1:56 |

| 11. | Babylon II | Gray | 3:38 |

| 1.  | Please Forgive Me        | Gray                  | 5:35 |
| 2.  | Babylon                  | Gray                  | 4:25 |
| 3.  | My Oh My                 | Gray, McClune         | 4:37 |
| 4.  | We're Not Right          | Gray, McClune, Polson | 3:03 |
| 5.  | Nightblindness           | Gray                  | 4:23 |
| 6.  | Over My Head (bónuszdal) | Gray                  | 4:23 |
| 7.  | Silver Lining            | Gray                  | 6:00 |
| 8.  | White Ladder             | Gray, McClune, Polson | 4:14 |
| 9.  | Whis Year's Love         | Gray                  | 4:05 |
| 10. | Sail Away                | Gray                  | 5:15 |
| 11. | Say Hello Wave Goodbye   | Almond, Ball          | 9:03 |

## Közreműködők
- David Gray – ének, gitár, zongora, billentyűk, producer

### További zenészek
- Craig McClune – dob, ének, billentyűk, basszusgitár, producer
- Tim Bradshaw – billentyűk
- Simon Edwards – basszusgitár
- Colm Mac Con Iomaire – hegedű

### Produkció
- Iestyn Polson – producer, hangmérnök, programozás
- Marius de Vries – további produkció a Sail Away-en
- Steve Sidelnyk – további programozás a Sail Away-en
- Dave Turner – mastering
- Donal Dineen – fényképek
- Phil Knott – fényképek

## Fordítás
Ez a szócikk részben vagy egészben a White Ladder című angol Wikipédia-szócikk ezen változatának fordításán alapul.  Az eredeti cikk szerkesztőit annak laptörténete sorolja fel. Ez a jelzés csupán a megfogalmazás eredetét és a szerzői jogokat jelzi, nem szolgál a cikkben szereplő információk forrásmegjelöléseként.